# Gönnern
Gönnern is een plaats in de Duitse gemeente Angelburg, deelstaat Hessen, en telt 1500 inwoners. Het is de thuisplaats van onder meer de professionele tafeltennisclub TTV Gönnern.